# Abazi georgian

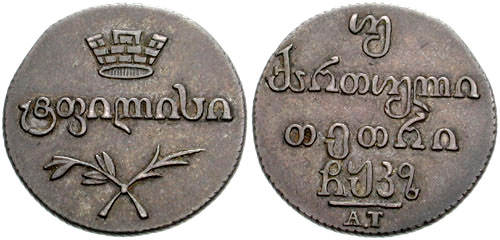
Abazi georgian emis de autoritatea rusească din Tbilisi / Tiflis, în 1827.

Abazi sau abaz (în georgiană: აბაზი) a fost o monedă de argint care a circulat în Georgia din secolul al XVII-lea până în secolul al XIX-lea.  Era subdivizată în 200 de dinari.

## Etimologie
Denumirea de abaz / abazi derivă din denumirea în limba persană abbasi, a unei monede de argint emisă sub Safevid Șah Abbās I (1581-1629), care s-a implicat în consolidarea influenței Iranului în Georgia.

## Istorie
După integrarea Georgiei în Imperiul Rus în 1801, această monedă a continuat să circule, fiind emise monede de cupru cu valori de 5, 10 și 20 de dinari, precum și monede de argint cu valori de 100, 200 și 400 de dinari, din 1804 până în 1833. Față de deviza rusă, 10 dinari erau echivalenți cu 1 copeică. Rubla rusă a fost introdusă în 1833, la o rată de 5 abazi = 1 rublă rusă. Totuși monedele georgiene au continuat să circule până în 1850.